# Angela Watsonová
Angela Christine Watsonová (Watson, * 12. listopadu 1975, Danville, Illinois, USA) je americká modelka a herečka, která se nejvíc proslavila díky sitcomu Krok za krokem, kde hrála dceru Carol Karen Foster.

## Dětství
Angela je nejmladší dcerou Barbary a Allena Watsonových, farmářů z Danville ve státě Illinois. V roce 1985 se rodina přestěhovala do Cape Coral na Floridě. Rodiče ji neustále přihlašovali do soutěží krásy a Angela vyhrála 60 korunek a 200 trofejí.

## Herectví
Jako mnoho dalších poté Angela začala hrát v místním divadle a v reklamách. Její úspěch brzy dovolil rodině přestěhovat se do Los Angeles. Byla obsazena do role v seriálu Davis Rules. Poté získala svoji nejznámější roli Karen Foster v seriálu Krok za krokem. Karen byla jako Angela nadějná modelka. Po konci seriálu však Angela už příliš mnoho úspěchů neměla.

## Filmografie
- (2007) Cowboys and Indians, krátkometrážní film – jako matka
- (2006) Junior Pilot, video film – jako Millie Smith
- (1991-1998) Krok za krokem (Step by Step), TV seriál – jako Karen Foster
- (1991) Davis Rules, TV seriál – jako Alice Hansen

## Child Actors Supporting Themselves (CAST)
V roce 2000 založila Angela organizaci Child Actors Supporting Themselves (CAST), která pomáhá dětským hercům a atletům starat se o jejich finance. K tomu ji přivedl fakt, že její rodiče utratili všechny peníze (více než 2,5 milionu dolarů), které si vydělala za reklamy a natáčení seriálů Krok za krokem a Davis Rules.

## Zajímavosti
- Vystudovala školu John Burroughs Senior High School.